# Paepalanthus latifolius
Paepalanthus latifolius är en gräsväxtart som beskrevs av Friedrich August Körnicke. Paepalanthus latifolius ingår i släktet Paepalanthus och familjen Eriocaulaceae. Inga underarter finns listade i Catalogue of Life.